# Zepherina Smith

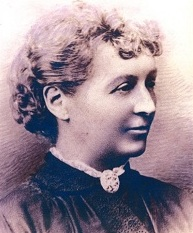
Zepherina Smith im Januar 1894

Zepherina Philadelphia Smith (geborene Veitch, * 1. April 1836 in Sopley, Hampshire; † 8. Februar 1894 in Horsell, Surrey) war eine britische Krankenpflegerin und Sozialreformerin, die sich für die verbesserte Ausbildung von Hebammen einsetzte.

## Frühes Leben
Smith wurde in Sopley, New Forest als Tochter eines Vikars geboren. Als junge Frau besuchte sie Palästina. Ihre Eltern interessierten sich sehr für die Belange der Arbeiterklasse, eine Eigenschaft, die sie später von ihren Eltern übernahm. 1867 absolvierte sie beim University College London eine Ausbildung zur Krankenpflegerin.

## Karriere
In ihrer frühen Zeit als Krankenpflegerin wurde ihr die Leitung der Chirurgie im King’s College Hospital anvertraut. Später wurde sie zur Aufsichtsbeamtin der Krankenpfleger im St George’s Hospital in Wandsworth ernannt. 1870 arbeitete sie während des Deutsch-Französischen Kriegs in Sedan als Krankenpflegerin. Dort wurde sie für ihre Fähigkeit bekannt, zu improvisieren, wenn ihr die Hilfsmittel eines Krankenhauses fehlten. In diesem Jahr schrieb sie auch das Buch Handbook for nurses for the sick, das von anderen Krankenpflegern gut aufgenommen wurde. 1873 wurde sie zur Arbeit als Hebamme berechtigt. Aufgrund ihrer Bestürzung über die geringe Ausbildung, die andere Hebammen zu dieser Zeit bekamen, arbeitete sie mit der feministischen Schriftstellerin Louisa Hubbard zusammen um die Trained Midwives Registration Society zu gründen, die die Vorreiterin des Royal College of Midwives, der einzigen britischen Gewerkschaft für Hebammen, war und sich neben der verbesserten Ausbildung auch für die staatliche Anerkennung des Berufs der Hebamme einsetzte.
Sie war von 1890 bis zu ihrem Tod im Jahr 1894 die Präsidentin der Registration Society. In dieser Zeit beriet sie Regierungsbehörden über Gesetzesentwürfe zur Verbesserung der Arbeitsbedingungen von Hebammen.

## Persönliches Leben
1876 heiratete sie den Chirurgen Henry Smith. Nach der Heirat gab sie den Beruf der Hebamme auf und widmete sich dem Aktivismus. Sie setzte sich für die Verbesserung der Ausbildung ein, die benötigt wurde, um amtlich beglaubigte Hebamme werden zu können und versuchte, Frauen aus der Mittelschicht für diesen Beruf zu interessieren.
Smith starb 1894 in ihrem Zuhause in Horsell, Surrey nach mehrmonatiger Krankheit. Ihr Vermögen zur Zeit ihres Todes betrug 473 £.

## Veröffentlichungen
- Handbook for nurses for the sick. John Churchill and Sons. 1870.